# 財投機関債
財投機関債（ざいとうきかんさい）は、政府関係機関や特殊法人等が発行する債権のうち、政府が元本や利子の支払いを保証していない債券。2001年の財政投融資改革によって、特殊法人等の新たな資金調達手段として導入された。政府保証はないが、政府関係機関の経営状況が悪化しても政府が支援すると考えられているため、暗黙の政府保証が行われているともいわれるが、金利は政府保証債よりもやや高い。

## 導入の背景
公庫や公団、政府系金融機関などの特殊法人では、郵便貯金や年金積立金などの資金を大蔵省資金運用部を通じて融資を受けてきたため、自ら資金を調達することはなかった。しかし、こうした融資では市場のチェックを受けることがないため経営が不透明であり、また官僚の天下りやその高額な退職金などもあって、特殊法人の非効率的な運営の一因として批判が多かった。
こうした批判を受けて2000年5月24日「資金運用部資金法等の一部を改正する法律」が成立し、2001年4月1日より財務省資金運用部は廃止され、特殊法人等は財投機関債を発行して自らの信用力で市場から資金を調達することとなった。

## 効果
財投機関債による資金調達は市場で行われるため、資金を集めるためには経営状況などの情報を開示して市場の信用を得る必要があり、特殊法人等の経営の透明性や効率化を高めるものと期待されている。
しかし、経営状況などから自らの信用力で市場から資金を集めることが難しい特殊法人等には政府保証債の発行が認められており、それも難しい場合には政府が国債（財投債）を発行して融資することも可能であり、財投機関債の導入によっても特殊法人等の効率化は進まないとの批判もある。